# Charvatce
Charvatce (en allemand : Charwatetz) est une commune du district de Mladá Boleslav, dans la région de Bohême-Centrale, en République tchèque. Sa population s'élevait à 314 habitants en 2020.

## Géographie
Charvatce se trouve à 6 km au sud-est de Dobrovice, à 12 km au sud-est de Mladá Boleslav et à 49 km au nord-est de Prague.
La commune est limitée par Jabkenice au nord et à l'est, par Chudíř au sud, par Smilovice à l'ouest et par Kosořice au nord-ouest.

## Histoire
La première mention écrite de la localité date de 1382.